# Митьковское сельское поселение
Митьковское сельское поселение — муниципальное образование в северной части Климовского района Брянской области. Административный центр — село Митьковка.
Образовано в результате проведения муниципальной реформы в 2005 году, путём преобразования дореформенного Митьковского сельсовета.

## Население
| 2010 | 2011  | 2012  | 2013  | 2014 | 2015 | 2016 | 2017 | 2018 |
| ---- | ----- | ----- | ----- | ---- | ---- | ---- | ---- | ---- |
| 1120 | ↘1115 | ↘1106 | ↘1009 | ↘948 | ↗957 | ↘934 | ↘912 | ↘875 |
| 2019 | 2020  | 2021  |       |      |      |      |      |      |
| ↗878 | ↘873  | ↘860  |       |      |      |      |      |      |

## Состав сельского поселения
В состав сельского поселения входят 4 населённых пункта
| № | Населённый пункт | Тип населённого пункта       | Население |
| - | ---------------- | ---------------------------- | --------- |
| 1 | Митьковка        | село, административный центр | ↘381      |
| 2 | Передовик        | посёлок                      | ↘8        |
| 3 | Хохловка         | село                         | ↘581      |
| 4 | Чёрная Криница   | посёлок                      | ↘39       |